# Faidra

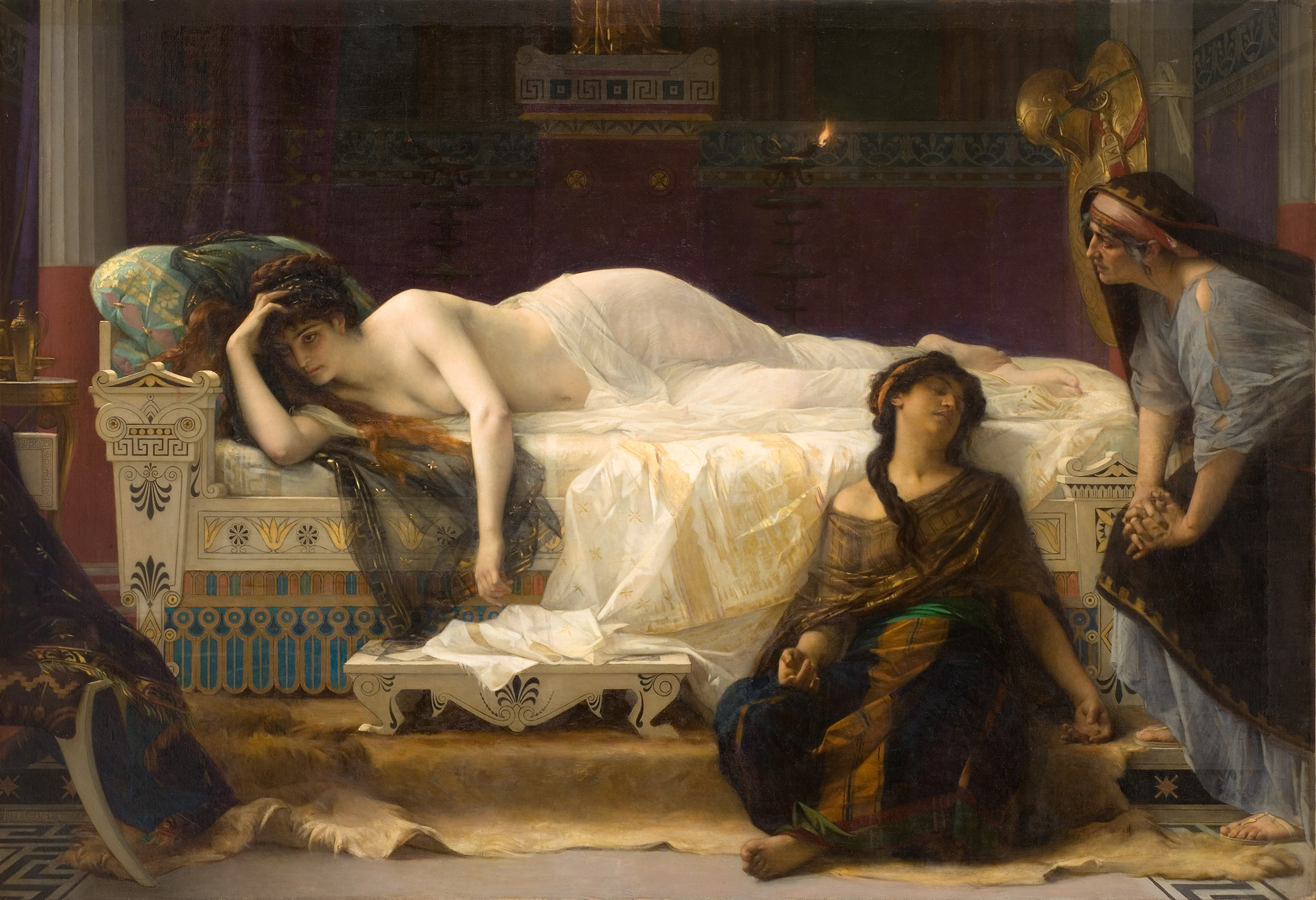
Faidra (1880) av Alexandre Cabanel,
Musée Fabre.

Faidra (eller Fedra) var i grekisk mytologi Theseus andra hustru och dotter till kung Minos och drottning Pasifaë på Kreta samt yngre syster till Ariadne.
Faidra förälskade sig i sin styvson Hippolytos. Denne avvisade dock hennes inviter med avsky. Faidra hämnades genom att hos Theseus anklaga Hippolytes för att med våld velat förföra henne och hängde sig därefter. Theseus nedkallade Poseidons förbannelse över sonen och bad honom döda Hippolytes varefter Poseidon uppfyllde Thesus begäran.
Faidra har ofta varit motiv inom dramat, med författare såsom Euripídes, Seneca d.y., Jean Racine, och P.O. Enquist.